# Xã Hadley, Quận St. Louis, Missouri
Xã Hadley (tiếng Anh: Hadley Township) là một xã thuộc quận St. Louis, tiểu bang Missouri, Hoa Kỳ. Năm 2010, dân số của xã này là 34.816 người.